# Divisão Sudeste (NHL)
A Divisão Sudeste foi formada em 1998 como resultado da expansão de equipes na Conferência Leste. Dois campeões da Stanley Cup (2004 e 2006) são membros desta divisão. Foi extinta em 2013 com nova reorganização.

## Composição Final
Os times que compuseram a Divisão Sudeste antes do rearranjo de times em 2013 foram:
- Carolina Hurricanes
- Florida Panthers
- Tampa Bay Lightning
- Washington Capitals
- Winnipeg Jets

## Composições Anteriores

### Mudanças em relação à temporada 1997-1998
- A Divisão Sudeste é formada a partir do reposicionamento proposto pela NHL
- Carolina Hurricanes são transferidos da Divisão Nordeste para a Divisão Sudeste
- Florida Panthers, Tampa Bay Lightning e Washington Capitals são transferidos da Divisão do Atlântico para a Divisão Sudeste

#### 1998-1999
- Carolina Hurricanes
- Florida Panthers
- Tampa Bay Lightning
- Washington Capitals

### Mudanças em relação à temporada 1998-1999
- Atlanta Thrashers é adicionado como time de expansão

#### 1999-2010
- Atlanta Thrashers
- Carolina Hurricanes
- Florida Panthers
- Tampa Bay Lightning
- Washington Capitals

### Mudanças em relação à temporada 2010-2011
- Atlanta Thrashers se mudam para Winnipeg, se tornando os Winnipeg Jets, que jogarão na Divisão Sudeste até um rearranjo.

## Campeões da Divisão
- 1999 - Carolina Hurricanes
- 2000 - Washington Capitals
- 2001 - Washington Capitals
- 2002 - Carolina Hurricanes
- 2003 - Tampa Bay Lightning
- 2004 - Tampa Bay Lightning
- 2005 - Temporada não realizada devido ao Locaute da NHL.
- 2006 - Carolina Hurricanes
- 2007 - Atlanta Thrashers
- 2008–09 - Washington Capitals
- 2009–10 - Washington Capitals
- 2010–11 - Washington Capitals
- 2011–12 - Florida Panthers
- 2012–13 - Washington Capitals

## Campeões daStanley CupProduzidos
- 2004 - Tampa Bay Lightning
- 2006 - Carolina Hurricanes

## Vencedores doTroféu dos Presidentes
- 2010 - Washington Capitals

## Fonte
- NHL History